# جیلن ناول
جیلن ناول (انگلیسی: Jaylen Nowell؛ زادهٔ ۹ ژوئیهٔ ۱۹۹۹) بازیکن بسکتبال اهل ایالات متحده آمریکا است.
از باشگاه‌هایی که در آن بازی کرده‌است می‌توان به مینه‌سوتا تیمبرولوز اشاره کرد.